# Tihomir Ognjanov
Tihomir Ognjanov (Subotica, 2 marzo 1927 – Subotica, 2 luglio 2006) è stato un calciatore jugoslavo, di ruolo centrocampista.

## Palmarès

### Club
- Campionato jugoslavo: 3

Partizan: 1946-1947
Stella Rossa: 1951, 1952-1953
- Coppa di Jugoslavia: 2

Partizan: 1947
Stella Rossa: 1950

### Nazionale
- Argento olimpico: 1

Helsinki 1952

### Individuale
- Capocannoniere della Prva Liga: 1

1955-1956 (20 gol, a pari merito con Todor Veselinović e Muhamed Mujić)